# MRS2
MRS2 (англ. MRS2, magnesium transporter) – білок, який кодується однойменним геном, розташованим у людей на короткому плечі 6-ї хромосоми. Довжина поліпептидного ланцюга білка становить 443 амінокислот, а молекулярна маса — 50 318.
| 10         |  | 20         |  | 30         |  | 40         |  | 50         |
| ---------- |  | ---------- |  | ---------- |  | ---------- |  | ---------- |
| MECLRSLPCL |  | LPRAMRLPRR |  | TLCALALDVT |  | SVGPPVAACG |  | RRANLIGRSR |
| AAQLCGPDRL |  | RVAGEVHRFR |  | TSDVSQATLA |  | SVAPVFTVTK |  | FDKQGNVTSF |
| ERKKTELYQE |  | LGLQARDLRF |  | QHVMSITVRN |  | NRIIMRMEYL |  | KAVITPECLL |
| ILDYRNLNLE |  | QWLFRELPSQ |  | LSGEGQLVTY |  | PLPFEFRAIE |  | ALLQYWINTL |
| QGKLSILQPL |  | ILETLDALVD |  | PKHSSVDRSK |  | LHILLQNGKS |  | LSELETDIKI |
| FKESILEILD |  | EEELLEELCV |  | SKWSDPQVFE |  | KSSAGIDHAE |  | EMELLLENYY |
| RLADDLSNAA |  | RELRVLIDDS |  | QSIIFINLDS |  | HRNVMMRLNL |  | QLTMGTFSLS |
| LFGLMGVAFG |  | MNLESSLEED |  | HRIFWLITGI |  | MFMGSGLIWR |  | RLLSFLGRQL |
| EAPLPPMMAS |  | LPKKTLLADR |  | SMELKNSLRL |  | DGLGSGRSIL |  | TNR        |

A: Аланін

C: Цистеїн

D: Аспарагінова кислота

E: Глутамінова кислота

F: Фенілаланін

G: Гліцин

H: Гістидин

I: Ізолейцин

K: Лізин

L: Лейцин

M: Метіонін

N: Аспарагін

P: Пролін

Q: Глутамін

R: Аргінін

S: Серин

T: Треонін

V: Валін

W: Триптофан

Задіяний у таких біологічних процесах, як транспорт іонів, транспорт, альтернативний сплайсинг. 
Білок має сайт для зв'язування з іоном магнію. 
Локалізований у мембрані, мітохондрії, внутрішній мембрані мітохондрії.